# Budynek przy ul. Kościelnej 1 w Sanoku
Budynek przy ulicy Kościelnej 1 w Sanoku (pierwotnie Dom Robotniczy, później Zakładowy Dom Kultury oraz Dom Kultury „Caritas” im. błog. Zygmunta Gorazdowskiego) – budynek w dzielnicy Posada miasta Sanoka.

## Historia
Ideę powstania budynku podjęło w 1924 Stowarzyszenie „Praca i Życie” przy sanockiej fabryce fabryki maszyn i wagonów, w zarządzie którego zasiedli Józef Śliwa jako przewodniczący oraz m.in. Roman Baczyński. 6 października 1925 powołano Komitet Założycielski. na czele powołanego wówczas Stowarzyszenia „Dom Robotniczy” stanął Józef Śliwa, jego zastępcą został Antoni Fichtel, a w zarządzie zasiadł m.in. R. Baczyński. Projektantem i wykonawcą budowy obiektu był Władysław Chomiak, a budowę rozpoczęto na zakupionym w 1926 areale w tym samym roku, kontynuowano do 1930, jednak wówczas obiekt pozostawał jeszcze w stanie surowym (w tym czasie istniał kryzys ekonomiczny). W 1932 dalsze wykończenia budynku przeprowadzono z ramienia Komitetu Wykonawczego Funduszu Budowy Domów Ludowych. Otwarcie nastąpiło w 1932. Majątek pierwotnego stowarzyszenia został przeniesiony na trzy podmioty: Centralny Zarząd Związku Górników (Kraków), Związek Robotników Przemysłu Metalowego w Polsce (Warszawa) i Centralny Związek Przemysłu Chemicznego w Polsce (Kraków).
W okresie lat 30. II Rzeczypospolitej w pomieszczeniach budynku działały: XXV Oddział Związku Zawodowego Metalowców, Oddział Posada Związku Robotników Drzewnych, Towarzystwo Uniwersytetu Robotniczego, Komitet Miejscowy PPS, Spółdzielnia Spożywców „Jedność”. W pomieszczeniach obiektu była prowadzona działalność kulturalno-oświatowa. W Domu Robotniczym działały: orkiestra dęta, zespół sceniczny, chór męski „Lutnia”. Odbywały się w nim spotkania robotniczy, mowy wygłaszali działacze socjalistyczni. Dom Robotniczy zyskał określenie potoczne „robotniczy parlament”. Pisarz Kalman Segal w swojej powieści pt. Nad dziwną rzeką Sambation, napisanej w 1955 i wydanej w 1957, zawarł odniesienia do przedwojennego Domu Robotniczego.
Podczas II wojny światowej budynek uległ uszkodzeniom (m.in. pożar w styczniu 1945).
Po zakończeniu wojny przystąpiono do odbudowy i remontu (sfinansowanego z kredytu dla miasta), po których 21 września 1946 miało miejsce uroczyste otwarcie Domu Robotniczego. W obiekcie stworzono Bibliotekę Przyzakładową, działała orkiestra dęta, zespół teatralny. Zakładowy zespół pieśni i tańca, korzystający w swoim repertuarze z okolicznych pieśni i obrzędów ludowych, prowadziła Maria Bieńkowska. Zespół instrumentalny prowadził Edward Dańczyszyn.
W 1952 Zarząd Główny Związku Zawodowego Metalowców dokonał przekazania budynku na rzecz fabryki „Sanowag”. W wyniku porozumienia dotychczasowych współwłaścicieli (związków zawodowych) podjęto decyzję, wskutek której jedynym właścicielem został Związek Metalowców. Od końca 1952 do 1953 przy Domu Robotnika członkowie koła klubu Stal Sanok wybudowali lodowisko. Postanowieniem Zarządu Głównego Związku Metalowców z 27 kwietnia 1960 został przekazany na rzecz sanockiej fabryki, a jego kierowanie przejęła Rada Zakładowa. Obiekt został przemianowany na Zakładowy Dom Kultury. Jego rozwój nastąpił w latach 60. W okresie PRL budynek mieścił Kino „San” (także pod nazwą Kino „Robotnik”), kawiarnię, funkcjonował w nim Zespół Pieśni i Tańca „Autosan”. Od 1 września 1966 kierownikiem ZDK był Emil Buras. W połowie lat 70. budynek został odremontowany z funduszy Sanockiej Fabryki Autobusów „Autosan”. W 1981 wykonano remont i naprawy w budynku.

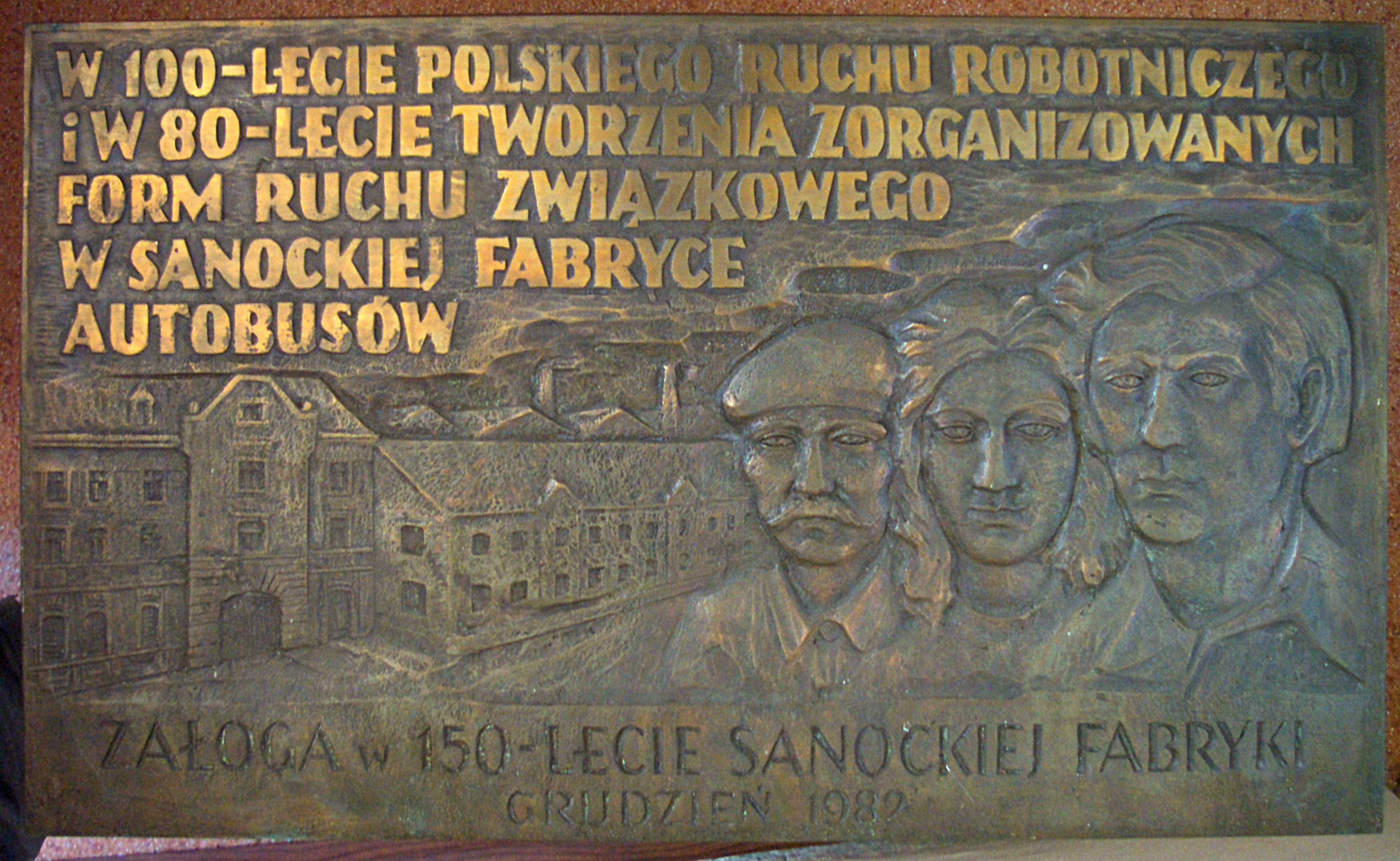
Tablica pamiątkowa pierwotnie umieszczona w budynku

W latach 70. dyrektorem ZDK był Antoni Wojewoda. W tym latach z inicjatywy dyrektor I Liceum Ogólnokształcącego im. Komisji Edukacji Narodowej w Sanoku, Heleny Grabowskiej, zainicjowano współpracę tej szkoły z ZDK. W 1976 odbyły się obchody 50-lecia działalności Zakładowego Domu Kultury. Rok 1976 jubileuszu zbiegł się z 30. rocznicami powstania zakładowej orkiestry dętej oraz zakładowego klubu sportowego Stal Sanok. Pod koniec listopada 1976 obchody uświetniły uroczysta akademia i galowy koncert amatorskich zespołów artystycznych. Z tej okazji w 1976 została wydana publikacja pt. 50 lat Zakładowego Domu Kultury, 30 lat Orkiestry Dętej, 30 lat Klubu Sportowego „Stal” Sanockiej Fabryki Autobusów „Autosan”. 20 lutego 1980 w ZDK odbył się uroczysty koncert z okazji obchodów 62 rocznicy powstania Armii Radzieckiej. Podczas obchodów 150-lecia istnienia fabryki w 1982 w budynku ZDK została odsłonięta tablica pamiątkowa i jednocześnie upamiętniająca rocznicę zainicjowania w niej ruchu robotniczego i związkowego. Przedstawia podobizny trzech robotników i zarys zabudowań fabrycznych w tle oraz poniżej inskrypcję o treści: W 100-lecie polskiego ruchu robotniczego i w 80-lecie tworzenia zorganizowanych form ruchu związkowego w Sanockiej Fabryce Autobusów. Załoga w 150-lecie sanockiej fabryki. Grudzień 1982. Projektantem tablicy był Władysław Kandefer. Później tablica została przeniesiona do budynku biurowego Autosanu przy ulicy Stefana Okrzei w dzielnicy Posada.
W 1988 prowadzono prace modernizacyjne obiektu. W latach 90. władze Autosanu planowały zbycie budynku, po czym w 1997 został przejęty przez Kuratorium Oświaty w Krośnie i łączony do struktury Młodzieżowego Domu Kultury w Sanoku. Od końca lat 90. budynek należał do powiatu sanockiego, zaś decyzją Rady Powiatu Sanockiego z listopada 2001 został przekazany w formie darowizny na rzecz Caritas Archidiecezji Przemyskiej celem prowadzenia placówki opiekuńczo wychowawczej i kulturalnej, a administrowanie przejęła pobliska Parafia Najświętszego Serca Pana Jezusa. 9 czerwca 2002 został uroczyście otwarty Dom Kultury „Caritas” im. błog. Zygmunta Gorazdowskiego. W budynku przejściowo działała filia Miejskiej Biblioteki Publicznej w Sanoku, Rada Dzielnicy Posada i Chór im. św. Cecylii.

## Odznaczenia i wyróżnienia
- Odznaka „Zasłużony dla Sanoka” (1976)[37]
- Złota Odznaka Honorowa Towarzystwa Przyjaźni Polsko-Radzieckiej (1977)[19][38][39]
- I miejsce w konkursie „Człowiek-Praca-Twórczość” w województwie krośnieńskim za rok 1976[40]